# Jusztinián Serédi
Jusztinián Serédi (pierwotnie György Szapucsek, słow. Juraj Sapuček; ur. 23 kwietnia 1884 w Deáki, zm. 29 marca 1945 w Ostrzyhomiu) – węgierski duchowny rzymskokatolicki, benedyktyn, arcybiskup Ostrzyhomia i prymas Węgier, kardynał i Sługa Boży Kościoła katolickiego.

## Młodość i kapłaństwo
György Szapucsek urodził się w 1884 we wsi Deáki w komitacie Pozsony, obecna Słowacja. W rodzinie pochodzenia słowackiego, był dziesiątym dzieckiem spośród jedenaściorga rodzeństwa.
Za namową miejscowego proboszcza oddano go szkoły. W Bratysławie ukończył pierwsze sześć klas katolickiego gimnazjum. W 1901 przyjęto jego do zakonu benedyktynów – przybrał wtedy zakonne imię Justynian (Jusztinián). Szkołę średnią ukończył w Pannonhalma, a potem w Győr. Studia teologiczne ukończył w Rzymie na benedyktyńskiej Akademii Świętego Anzelma. Po uzyskaniu doktoratu z teologii wrócił do Pannonhalma, gdzie 14 lipca 1908 wyświęcono go na prezbitera. Po wyświęceniu pojechał do Rzymu, gdzie studiował prawo kanoniczne.
W 1904 papież Pius X zlecił profesorowi prawa kanonicznego Instytutu Katolickiego w Paryżu kardynałowi Pietro Gasparriemu kierownictwo komisji mającej opracować nowy Kodeks prawa kanonicznego. Dzięki jednemu z członków tej komisji, profesorowi prawa kanonicznego ks. Bastienowi, Justynian Szapucsek został przydzielony do prac korekcyjnych nad prawem kanonicznym. Dziełem Justyniana Szapucska jest dziewięciotomowe Codicis Juris Canonici Fontes – zbiór źródeł nowego prawa kanonicznego. Za zasługi w kodyfikacji prawa kanonicznego uniwersytet w Oksfordzie w 1936 nadał mu tytuł doktora honoris causa. Podczas prac badawczych w bibliotekach i archiwach Serédi nawiązał przyjacielskie stosunki z kardynałem Achille Rattim, późniejszym papieżem Piusem XI.
W lipcu 1908 w Pannonhalma Justynian Szapucsek otrzymał święcenia kapłańskie z rąk benedyktyńskiego sufragana ostrzyhomskiego Medárda Kohla. W 1918 ks. Szapucsek został kapelanem wojskowym w Ostrzyhomiu. Po zakończeniu I wojny światowej wrócił do Rzymu, gdzie na posiedzeniach kongregacji benedyktynów reprezentował węgierską gałąź zakonu. Jednocześnie był radcą poselstwa Królestwa Węgier przy Stolicy Apostolskiej, a następnie Chargé d’affaires poselstwa.
Ks. Szapucsek nawiązał znajomość, a potem przyjaźń z późniejszym arcybiskupem poznańsko-gnieźnieńskim i prymasem Polski kardynałem Augustem Hlondem, który również należał do grona przyjaciół późniejszego papieża Achillesa Rattiego. Wspólnie przyczynili się do powstania polskiego kościoła pod wezwaniem NMP w dzielnicy Budapesztu Kőbánya przy ulicy Kőér i wzięli udział w konsekracji tego kościoła w 1926 roku.

## Biskupstwo i prymat
W 1927 zmarł arcybiskup ostrzyhomski i prymas Węgier kard. János Csernoch. 30 listopada 1927 papież Pius XI, nie uwzględniając przedstawionej przez rząd węgierski kandydatury arcybiskupa Eger Lajosa Szmrecsányiego, mianował arcybiskupem ostrzyhomskim nieposiadającego nawet święceń biskupich ks. Justyniana Szapucska. Jeszcze w tym samym roku mianował go kardynałem, a dopiero 8 stycznia 1928 osobiście wyświęcił go na biskupa. Ks. Szapucsek dopiero wtedy przyjął nazwisko „Serédi”. Swoją nominację kardynalską, a potem na prymasa Węgier ks. Justynian Serédi zawdzięczał nie tylko przyjaźni z papieżem Piusem XI i z kardynałem Pietrem Gasparrim. O wiele większą rolę przy podjęciu tej decyzji przez papieża odegrała chęć okazania przez Watykan władzy nad ówczesnym państwem węgierskim – w obu przypadkach nominacja ks. Serédiego stała wbrew oficjalnemu stanowisku rządu Królestwa Węgier. Mianowanie kardynałem i arcybiskupem zwykłego księdza podkreśliło niespotykany szacunek najwyższych kół kościelnych wobec niego, jaki dotychczas potrafił zdobyć chyba jedynie zawsze uśmiechnięty święty Filip Neri, który również jako zwykły ksiądz został mianowany kardynałem.
W 1928 kardynał Serédi został wybrany dyrektorem, a potem w 1934 członkiem honorowym Węgierskiej Akademii Nauk. Jako członek senatu w 1935 wystąpił z wnioskiem o uchylenie ustawy o przymusie zawarcia małżeństwa świeckiego i uznaniu przez państwo aktów małżeńskich zawartych według prawideł ceremonii kościelnej. Jako głowa węgierskiego kościoła katolickiego niezmiennie podtrzymywał negatywne stanowisko papieża Piusa XII wobec ruchów faszystowskich i szowinistycznych, broniąc porządku konstytucyjnego i protestując przeciwko poglądom szowinistycznym.
Po okupacji Węgier przez Niemców 19 marca 1944 prymas Serédi wystąpił w obronie Żydów, a szczególnie katolików pochodzenia żydowskiego, praktycznie występując tym samym przeciwko polityce NSDAP.
Podczas posiedzenia Rady Państwa Królestwa Węgier 27 października 1944 prymas Serédi kategorycznie sprzeciwił się przejęciu władzy przez Ferenca Szálasiego, a później nie wziął udziału w ślubowaniu „Wodza Narodu” 4 listopada 1944.
Kardynał Justynian Serédi zmarł 29 marca 1945 w Ostrzyhomiu. Przyczyną był zawał
serca, którego doznał w kilka dni po usłyszeniu wiadomości o bombardowaniu Budapesztu.
Jego następcą został – bp József Mindszenty.
Prymas Serédi był poliglotą. Mówił (oprócz węgierskiego i słowackiego) łaciną, dawną greką, j. hebrajskim, niemieckim, trochę hiszpańskim, angielskim, francuskim. Był obywatelem honorowym Pannonhalmy i Ostrzyhomia.

## Pomoc prymasa dla polskich uchodźców
We wrześniu 1939 na Węgry przybyło około 140 tysięcy polskich uchodźców cywilnych i wojskowych. Prymas Serédi wezwał wtedy do siebie ministra spraw wewnętrznych Królestwa Węgier Ferenca Keresztes-Fischera i dyrektora departamentu socjalnego tego ministerstwa Józefa Antalla, którego nakazał mianować komisarzem rządowym do spraw uchodźców. Faktyczne załatwianie ze strony kościoła spraw związanych z uchodźstwem polskim prymas Serédi powierzył swojemu osobistemu sekretarzowi ks. prałatowi Miklósowi Beresztóczyemu, który jednocześnie był dyrektorem Departamentu Katolickiego Ministerstwa Oświaty i Spraw Wyznaniowych. Na polecenie prymasa ks. Beresztóczy osobiście prosił posła polskiego w Budapeszcie Leona Orłowskiego o wyznaczenie łącznika, którym został dziennikarz i naukowiec Zdzisław Antoniewicz. W pomocy Polakom brali udział również Józef Antall senior i dyrektor departamentu jenieckiego Ministerstwa Obrony płk Zoltán Baló, płk Lóránd Utassy, okoliczni księża Béla Varga i László Lékai oraz nuncjusz apostolski abp Angelo Rotta.
Kardynał Serédi niejednokrotnie odwiedzał obozy polskich uchodźców i odprawiał w nich msze święte. Z inicjatywy prymasa Serédiego pod opieką biskupa sufragana Vác Árpáda Hanauera powołano do życia polską szkołę podstawową i bursę dla dzieci żydowskich (przeważnie sierot), które uciekły z Polski. Prymas Serédi wielokrotnie w tajemnicy odwiedzał tę szkołę. Józef Antall rozesłał do wszystkich węgierskich organów administracji państwowej okólnik o treści „na Węgrzech nie ma polskich Żydów, są tylko i wyłącznie uchodźcy polscy”. Za wiedzą prymasa bardzo wielu polskich Żydów znalazło schronienie w węgierskich klasztorach, przede wszystkim u benedyktynów, franciszkanów i u dominikanów. W pomocy Polakom prymas Serédi współpracował z innymi węgierskimi kościołami – z kościołem ewangelickim, reformowanym, unitariańskim i z baptystami.
Ulubiony cytat prymasa z Pisma Świętego dokładnie odzwierciedlał wszystko to, co uczynił w interesie Polaków i Żydów: timor non est in caritate sed perfecta caritas foras mittit timorem quoniam timor poenam habet qui autem timet non est perfectus in caritate (1 Jo 4.18) – „w miłości nie ma lęku, lecz doskonała miłość usuwa lęk, ponieważ lęk kojarzy się z karą. Ten zaś, kto się lęka, nie wydoskonalił się w miłości” (1 J 4,18).

## Odznaczenia
- Krzyż Wielki I Klasy z Orłem Orderu Zasługi (1937, Austria)[1]
- Krzyż Wielki Orderu Zasługi Rzeczypospolitej Polskiej (pośmiertnie, 2010)[2].

## Literatura źródłowa
- Rosdy Pál: Megtört életpálya. Harminc éve halt meg Beresztóczy Miklós. Új Ember, 7 września 2003. rok LIX. nr. 36. (2875.)
- dr. Miklós Beresztóczy: A VKM története. Budapeszt 1947.
- Béla Ispánki Az évszázad pere Lámpás. Kiadó, Budapest. Stron 478 – ISBN 963-7593-23-3.
- Zsidómentő lelkészek és laikusok a Felvidéken 8. 27 listopada 2006 Szabad Újság
- István Ravasz – Emese Oprán: Megszállástól megszállásig Magyarország, 1944–1945.
- Magyar Katolikus Lexikon I–XII. Főszerk. Diós István, szerk. Viczián János. Budapest 1993–2005. Szent István Társulat.
- István Lagzi: Droga żołnierza polskiego przez węgierską granicę w latach 1939–1941. Wydawnictwo Poznańskie, Poznań, 1987. ISBN 83-210-0660-4.
- István Lagzi: Uchodźcy polscy na Węgrzech w latach drugiej wojny światowej. Wydawnictwo Ministerstwa Obrony Narodowej, Warszawa 1980. ISBN 83-11-06490-3.
- Kazimierz Stasierski: Szkolnictwo polskie na Węgrzech w czasie drugiej wojny światowej. Poznań 1969
- Zdzisław Antoniewicz: Rozbitkowie na Węgrzech. Wspomnienia z lat 1939–1946. Ludowa Spółdzielnia Wydawnicza, Warszawa 1987. ISBN 83-205-3801-7.
- Stanisław Maczek: Od podwody do czołga. Wspomnienia wojenne 1918-1945. Tomar Publishers, Edinburgh 1961.
- András Laczkó: Menekülés a jövőért. Lengyel sorsok Magyarországon 1939–1945. Kiadja a Boglárlellei Városi Tanács, Boglárlelle 1989. ISBN 963-03-2669-8.
- Stefan Badeni: Wczoraj i przedwczoraj. Katolicki Ośrodek Wydawniczy Veritas, 12 Praed Mews, London, W.2. Tom 60. serii Czerwonej Biblioteki Polskiej., Londyn, 1963.
- Zdzisław Antoniewicz: Lengyel sajtó Magyarországon 1939-től a felszabadulásig. Magyar Nemzet, 6 listopada 1975, nr. 261, rok XXXI.
- Antoniewicz Roland Józef: Népek országútján. Az Elvek és utak sorozat és a lengyel-magyar barátság. Lobogó, 6 czerwca 1973, nr. 23. rok XV.
- Antoniewicz Roland Józef: Bajcsy-Zsilinszky Endre és a lengyelek. Magyar Nemzet, 29 grudnia 1974. nr 303 rok XXX.
- Antoniewicz Roland Józef: Búcsú dr.Antall Józseftől, a lengyel menekültek segítőjétől. Napló, 30 lipca 1974, nr. 176 rok XXX.
- Antoniewicz Roland Józef: Lengyelek és magyarok. Könyvvilág, listopad 1971, nr 11, rok XIV.
- dr. József Antall senior Menekültek menedéke. Emlékek és iratok. Mundus Magyar Egyetemi Kiadó, Budapeszt 1997. ISBN 963-8033-18-5, ISSN 1416-8324.
- Barátok a bajban. Lengyel menekültek Magyarországon 1939–1945. Európa Könyvkaidó, Budapeszt 1985. ISSN 0209-5165.
- Zdzisław Antoniewicz: Lengyelek Magyarországon 1939–1945. Valóság, 1975/5.. s. 83–90.
- Antoniewicz Roland Józef: Történelmeink. Valóság, 1975/8, s. 102–106.
- dr.Miklós Beresztóczy: Polak, Węgier dwa bratanki… Katolikus Szó, nr. 1969/6.
- Jenő Lévai: A magyarországi lengyel bázis története. Magyar Nemzet, nr. 1970/184.
- Péter Ruffy: Varsói hajnal. Kossuth Könyvkiadó, Budapeszt, 1961.
- Rózsa Köves: Találkozás lengyel fiatalokkal és idősekkel. Kötelező olvasmány: A Pál utcai fiúk. Magyar Nemzet, 29 października 1972.
- Endre Bakó: Huszonnégyszer Magyarországon. Hajdú-Bihari Napló, 6 października 1973.
- Endre Várkonyi: Múlt idők tanúi. Dr. Antall József. Menekültügy Magyarországon. Magyarország nr. 1974/36
- Uchodźcy polscy na Węgrzech w czasie wojny. Athenaeum, Budapeszt 1946.
- András Hóry: Kulisszák mögött. Wiedeń, 1965.
- Antoniewicz, Roland Józef: Lengyel papok az ellenállásban. Katolikus Szó, nr 1971/19.
- Tibor Talpassy: Bajcsy-Zsilinszky és a lengyelek. Magyar Nemzet, nr. 1975/32.
- Leon Orłowski: Wspomnienia z Budapesztu. Kultura (Paryż), 1952/10. sz.
- Antoniewicz, Roland Józef: Ezeréves lengyel-magyar kapcsolatok. Élet és Tudomány, nr. 1972/19.
- Stasierski, Kazimierz: Polscy uchodźcy na Węgrzech w latach 1939–1945, Przegląd Historyczny, Warszawa, 1961.
- Jan Reychman: Dzieje Polonii węgierskiej. Problemy Polonii Zagranicznej, Warszawa, 1966/1967. tom V. s. 47–62.
- Mihály Rajz, Tibor Korompay: Megemlékezés Dr. Hanauer Árpád István váci megyéspüspökről. (1869-1942). Szent István Társulat, Budapeszt ISBN 9633608211.
- Stanisław Podlewski: Wierni Bogu i Ojczyźnie. Duchowieństwo katolickie w walce o niepodległość Polski w drugiej wojnie światowej. Wydawnictwo Novum, Chrześcijańskie Stowarzyszenie Społeczne. Nakładem Ars Christiana. Warszawa, 1971
- Hetényi Varga Károly: Papi sorsok a horogkereszt és a vörös csillag árnyékában I-V. Lámpás Kiadó, Abaliget, 1992
- Serédi Jusztinián és a trianoni egyházmegyék – Serédi Jusztiniánra emlékezünk. Új Ember Magazin, 205. március-április.II.évf. 3.szám.
- Serédi Jusztinián hercegprímás feljegyzései 1941-1944. [sajtó alá rend., előszó, bev. tan., jegyz. Orbán Sándor, Vida István] Budapeszt, 1990
- A tudós főpap – Serédi Jusztinián Hatvan éve, 1945. március 29-én halt meg. Új Ember, 27 marca 2005 rok LXI. nr.13-14. (2954-2955.)
- Pelle János: A katolikus egyház és a zsidótörvények. 7 czerwca 2005. Zsidónegyed.Com.
- A püspöki kar tanácskozásai. A magyar katolikus püspökök konferenciáinak jegyzőkönyveiből, 1919-1944. Szerkesztette Gergely Jenő. Budapeszt, 1984, Gondolat Kiadó.
- Slachta Margit 1941. július 29-i és augusztus 13-i keltezésű leveleit Majsai Tamás tette közzé. In: Ráday Gyűjtemény évkönyve. IV. 205-206 és V. köt. 217-218, Budapeszt, 1986.
- Prímási Levéltár, Esztergom, Serédi Jusztinián személyes iratai 5464/1942. sz.
- Saly Dezső: Szigorúan bizalmas! Fekete könyv: 1939–1944. Budapeszt, Anonymus, 1945, 575-576.
- Rácz Lajos: Állam és egyház a két világháború közti Magyarországon a kánonjogász Serédi Jusztinián prímássága kapcsán. = Ministerio. Szerk.: Bárdos István – Beke Margit. Esztergom. 1998. 39-51.